# Bourget-en-Huile
Bourget-en-Huile – miejscowość i gmina we Francji, w regionie Owernia-Rodan-Alpy, w departamencie Sabaudia.
Według danych na rok 1990 gminę zamieszkiwało 81 osób, a gęstość zaludnienia wynosiła 12 osób/km² (wśród 2880 gmin regionu Rodan-Alpy Bourget-en-Huile plasuje się na 1539. miejscu pod względem liczby ludności, natomiast pod względem powierzchni na miejscu 1378.).

## Zabytki
W Bourget-en-Huile znajdują się zabytkowy kościół i dwie zabytkowe kaplice.